# Perfeccionisme

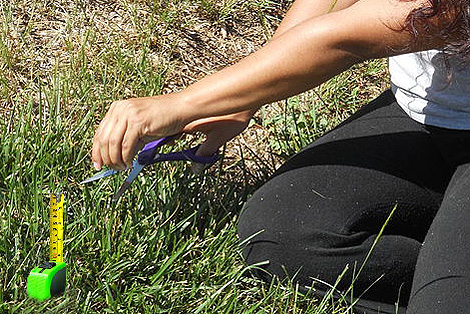
Retallar la gespa a una longitud exacta és un exemple de perfeccionisme.

El perfeccionisme és un tret de la personalitat consistent a buscar l'excel·lència en el que es fa i valorar el resultat per damunt d'altres factors com l'eficiència o la voluntat. Les persones perfeccionistes tenen un nivell alt d'autoexigència i perseverança i sovint es mostren insatisfets amb el que produeixen, malgrat rebin l'aprovació dels altres. Per això un excés de perfeccionisme pot fer baixar l'autoestima o fins i tot paralitzar l'acció, ja que es pot preferir no començar una tasca que fer-la malament o bé el model mental és tan elevat que l'expectativa de fracàs impedeix començar-la.
Les persones perfeccionisten poden tenir tendències obsessives, de repetir un punt fins que assoleix el nivell màxim, o bé d'evitació de situacions on aquest resultat es percep com a impossible. Segons Raymond Cattell, és un tret bàsic del caràcter que no es dona sempre de forma completa, sinó en una escala, de manera que hi ha gent molt o poc perfeccionista. El perfeccionisme es pot aplicar també als altres, tant a la seva forma de ser com al que fan.